# Якобссон, Улла

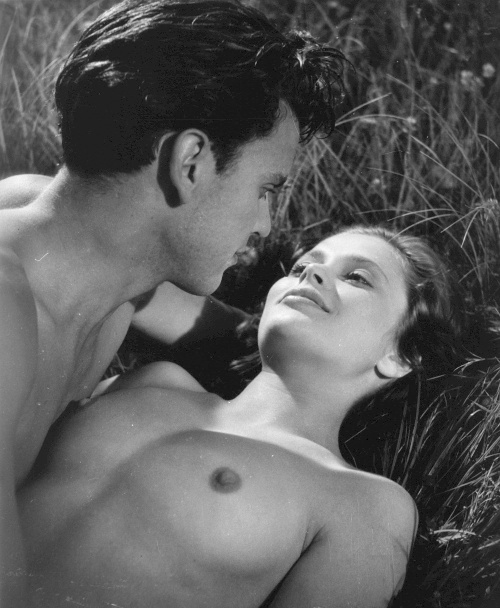
Кадр из фильма «Она танцевала одно лето»

Улла Якобссон (швед. Ulla Jacobsson, 23 мая 1929 — 20 августа 1982) — шведская киноактриса.

## Биография
Улла Якобссон родилась в Мёльндале (пригород Гётеборга) в 1929 г.
После окончания школы Улла некоторое время работала в офисе, а в 1948 г. поступила в актёрскую школу Гётеборгского городского театра. Сниматься в художественных фильмах она начала в 1951 г., дебютировав во второстепенной в драме Арне Маттссона Bärande hav («Море в огне»). Фильм 1951 г. «Она танцевала одно лето» (или «Одно лето счастья») имел большой успех как в Швеции, так и за рубежом, и сделал Улле Якобссон имя, но вызвал много споров — в фильме присутствуют кадры с обнажённым женским телом, причём грудь Уллы показывается крупным планом, а священник изображён в роли главного злодея. Эти режиссёрские приёмы всё-таки были нетипичными для того времени, и фильм был запрещён в католической Испании и некоторых других странах, но в 1952 г. выиграл приз Золотой медведь Берлинского кинофестиваля и награду Каннского кинофестиваля за лучшую музыку.
Улла ещё несколько лет продолжала сниматься в шведском кино, среди её фильмов следует отметить «Карин Монсдоттер», «Деньги господина Арне» и комедию «Улыбки летней ночи».
В 1957 г. Улла переехала в Вену и играла в театре. В течение 1960-х гг. она снималась в немецких, французских и английских фильмах разной степени успешности. Участие в кинофильме «Зулусы» вместе с Майклом Кейном принесло Улле популярность среди массового зрителя.

## Личная жизнь
Улла была замужем трижды: за венским инженером Йозефом Корнфельдом, от которого родилась дочь Дитте, голландским художником Франком Лодейзеном, от которого был сын Мартин, и австрийским профессором Винфридом Росманном.
Улла Якобссон умерла в 1982 году от злокачественной опухоли кости и похоронена в Вене.

## Фильмография
- Море в огне (1951)
- Она танцевала одно лето (1951)
- Радость всей земли (1953)
- Карин Монсдоттер (1954)
- Деньги господина Арне (1954)
- Улыбки летней ночи (1955) — Анна Эгерман
- Святая ложь (1955)
- Преступление и наказание (1956) — Николь Брюнель
- Песнь о багрово-красном цветке (1956)
- И последние станут первыми (1957)
- Возница (1958)
- Беспокойная ночь (1958)
- Двое мужчин (1959)
- Жалкие истории (1959)
- Во имя матери (1960)
- Обнажённый город (1961)
- Рассказ Ривьеры (1961)
- Летнее воскресенье (1962)
- Донадьё (1962)
- Бен Кейси (1963)
- Герцог и мистер Пимм (1963)
- Любовь — это шар (1963)
- Виргинец (1963)
- Театр создателей саспенса (1964)
- Зулусы (1964) — Маргарет Уитт
- Ночной кошмар (1965)
- Герои Телемарка (1965)
- В следующем году, в это же время (1967)
- Адольф, или нежный возраст (1968)
- Плюшевый мишка (1968)
- Служанка (1970)
- Один из нас двоих (1973)
- Hallo — Hotel Sacher… Portier! (1973)
- Место преступления (1974)
- Кулачное право свободы (1975) — мать Ойгена
- Дорогая, я здесь (1978)
- Дело  (1979)